# Tetsuya Ōishi
Tetsuya Ōishi (jap. 大石 鉄也, Ōishi Tetsuya; * 26. November 1979 in der Präfektur Shizuoka) ist ein ehemaliger japanischer Fußballspieler.

## Karriere
Ōishi erlernte das Fußballspielen in der Schulmannschaft der Shizuoka Gakuen High School. Seinen ersten Vertrag unterschrieb er 1998 bei den Kawasaki Frontale. Der Verein spielte in der zweithöchsten Liga des Landes, der Japan Football League. 1999 wurde er mit dem Verein Meister der J2 League und stieg in die J1 League auf. 2000 erreichte er das Finale des J.League Cup. Am Ende der Saison 2000 stieg der Verein in die J2 League ab. Für den Verein absolvierte er 20 Spiele. 2002 wurde er an den Ligakonkurrenten Ventforet Kofu ausgeliehen. Für den Verein absolvierte er 32 Spiele. 2004 kehrte er zu Kawasaki Frontale zurück. Ende 2004 beendete er seine Karriere als Fußballspieler.

## Erfolge
Kawasaki Frontale
- J.League Cup

Finalist: 2000